# Longontsteking
Longontsteking of pneumonie is een ontsteking van de longblaasjes (alveoli) en het omringende weefsel, vaak veroorzaakt door een infectie. Indien beide longen zijn ontstoken is er sprake van een dubbele of bilaterale longontsteking.
Mits tijdig herkend kan een bacteriële longontsteking behandeld worden met een antibioticum. Wanneer de ziekte niet tijdig behandeld wordt, kunnen de longblaasjes zodanig verzwakken, dat de longinhoud zeer verkleind wordt. Dit heeft in de meeste gevallen de dood tot gevolg. Veelal treedt longontsteking op als complicatie van andere ziekten of als de patiënt al een verlaagde weerstand heeft door andere oorzaken.
Vóór de ontdekking van penicilline was longontsteking in Nederland een belangrijke doodsoorzaak in alle leeftijdsgroepen. Wereldwijd is longontsteking nog steeds een veelvoorkomende ziekte die ongeveer 450 miljoen mensen per jaar treft.
Het is een belangrijke doodsoorzaak in alle leeftijdsgroepen met 4 miljoen doden per jaar.
Vooral kinderen onder de vijf jaar en volwassenen boven de 75 zijn het slachtoffer. Longontsteking komt ongeveer vijf maal vaker voor in ontwikkelingslanden dan in het westen. Virale pneumonie veroorzaakt ongeveer 200 miljoen gevallen per jaar.

## Indeling
Er zijn diverse indelingen voor longontstekingen mogelijk, bijvoorbeeld naar verwekker of ernst. In Nederland maakt men meestal een onderscheid naar de plaats waar de longontsteking is opgelopen: community-acquired  (in de omgeving opgelopen) of hospital-acquired pneumonia (in het ziekenhuis opgelopen longontsteking). De reden is het verschil in behandeling vanwege vooral het type patiënt en ziekteverwekker. Een buiten het ziekenhuis verkregen pneumonie wordt meestal veroorzaakt door Streptococcus pneumoniae, maar soms door Haemophilus influenzae of Moraxella catarrhalis of 'atypische verwekkers' als Mycoplasmata en Chlamydiae. In het ziekenhuis verkregen pneumonie kan komen door allerhande micro-organismen, waaronder ook schimmels en gisten.
Een andere indeling is die in lobaire en gegeneraliseerde pneumonie. In het eerste geval zijn een of twee van de vijf longkwabben aangedaan, in het tweede geval alle longkwabben.

## Oorzaken
Geluid van longontsteking: barstende slijmbelletjes zoals die hoorbaar zijn met een stethoscoopⓘ

Er zijn honderden micro-organismen die een longontsteking kunnen veroorzaken. Een kleine minderheid is echter verantwoordelijk voor een overgrote meerderheid van de gevallen. De belangrijkste oorzaken zijn virussen, de bacterie Streptococcus pneumoniae (pneumokok), gram-negatieve bacteriën en 'atypische' verwekkers.

### Bacteriën
De Streptococcus pneumoniae is een van de meest voorkomende oorzaken in alle leeftijdsgroepen met uitzondering van neonaten. Het is een gram-positief micro-organisme dat vaak opportunistisch leeft in de keelhabitat van gezonde mensen. Een belangrijke andere gram-positieve bacterie is de Staphylococcus aureus.
Gram-negatieve bacteriën worden minder vaak gezien en komen vaker voor bij mensen die lijden aan longemfyseem; Haemophilus influenzae, Escherichia coli, Pseudomonas aeruginosa en Moraxella catarrhalis zijn het meest voorkomend in deze groep. Niet zelden zijn dit darmbacteriën die via aspiratie bij braken geïnhaleerd worden.

### Virussen
Virale verwekkers zijn meestal een influenza-virussoort, het respiratoir syncytieel virus of een adenovirus. Hoewel de pneumonie meestal niet ernstig verloopt, wordt de long wel tijdelijk verzwakt, waardoor deze gekoloniseerd kan raken met bacteriën en er een zogenaamde bacteriële superinfectie kan ontstaan.
Mexicaanse griep kan de kans op een longontsteking vergroten, doordat virussen die de griep veroorzaken dieper doordringen in de luchtwegen. Coronavirussen kunnen ook longontsteking veroorzaken, onder andere de virussen die MERS, SARS en COVID-19 veroorzaken.

### Atypische verwekkers
De atypische verwekkers zijn Chlamydophila pneumoniae, Mycoplasma pneumoniae en Legionella pneumophila. Deze komen vaker voor bij adolescenten en zijn meestal niet gevoelig voor antibiotica die bij typische verwekkers gebruikt worden. Ook het zogenaamde 'klinisch beeld' verschilt: de aanloop is anders en de longontsteking verloopt meestal milder hoewel bij ouderen of immuungecompromitteerden de infectie razendsnel kan verlopen. Bij legionellapneumonie kan dit in alle leeftijdsgroepen. Atypische pneumonie kan besmettelijk zijn.

### Roken
Roken verhoogt het risico op het ontwikkelen van een longontsteking.

### Overig
Schimmels zijn een ongebruikelijke oorzaak van longinfecties en komen meestal voor bij mensen met immuunstoornissen zoals aids, chemopatiënten en bij intraveneuze drugsgebruikers.
Pneumonie wordt ook veroorzaakt door voedsel, vloeistoffen en zelfs kleine vaste voorwerpen zoals kralen die in de longen terechtkomen. Men spreekt dan van een aspiratiepneumonie. Dit gebeurt vaak bij mensen met een slechte slikreflex door zwakte, ouderdom of verlamming. Tijdens narcose en bewusteloosheid bestaat er ook de mogelijkheid van het inademen van braaksel, pus of bloed. Al deze stoffen vormen in de longen een voedingsbodem voor bacteriën, waarna een longontsteking kan ontstaan.

## Symptomen
Symptomen van een longontsteking zijn onder andere de volgende:
- Hoesten, evt. ophoesten van groen of geel sputum
- (vaak hoge) koorts
- Kortademigheid
- Neusvleugelen (vooral/alleen bij kinderen)
- Pijn in de borststreek, verergerd door diep ademhalen, gapen, springen en hoesten
- Snelle, oppervlakkige ademhaling

En soms ook het volgende:
- Hoofdpijn
- Zweten
- Hemoptoë (bloed ophoesten)
- Verminderde eetlust
- Vermoeidheid
- Cyanose (blauwe verkleuring van vingers, voeten en lippen)
- Niet zelden heeft de patiënt aan het begin van de ziekte eenmaal diarree.

Vaak gaat er een periode aan vooraf bij een jonge patiënt van veel hoesten, verstopte neus, pijnlijke keel en soms ook pijnlijke oren. De jonge patiënt heeft buikklachten (die komen van de pijnlijke ontstoken long) en wil het liefst plat liggen. Staan en springen is pijnlijk.

## Complicaties
- Abces - Een longabces is een afgekapselde pocket met ontstoken wondvocht in de long. Behandeling geschiedt door te streven naar een open verbinding via een bronchus door middel van houdingsdrainage en luchtwegverwijders. Daarnaast wordt er langer dan gebruikelijk antibiotica gegeven.
- Empyeem - Een empyeem duidt op geïnfecteerd pleuravocht. Behandeling is door middel van het plaatsen van een thoraxdrain, die gespoeld kan worden met fysiologisch zout.
- Septische shock - Hierbij treedt er bacteriëmie (bacteriën in de bloedbaan) op, waarbij het lichaam reageert met vasodilatatie, het openzetten van de bloedvaten. Dit leidt tot een lage bloeddruk en een versnelde pols.
- Acute respiratory distress syndrome - (ARDS) is een pulmonale uiting van een systemische inflammatoire respons. Door activatie van neutrofielen vindt er een sekwestratie van neutrofielen plaats  in de pulmonale microcirculatie, resulterend in een inflammatoir exsudaat. Hierdoor kan er een ernstige diffusiestoornis optreden.

## Epidemiologie van in de omgeving opgelopen longontsteking
Volgens gegevens van de Wereldgezondheidsorganisatie uit 2010 zijn ontstekingen van de onderste luchtwegen de vijfde doodsoorzaak in de regio Europa met 230 000 doden en 2,2 miljoen disability-adjusted life years. Er bestaan geen globale Europese statistieken over in de omgeving opgelopen longontsteking (community-acquired pneumonia of CAP) en de nationale statistieken zijn waarschijnlijk een onderschatting omdat ze alleen rekening houden met ziekenhuisopnames. Rekening houdend met die beperkingen ligt de jaarlijkse incidentie van CAP bij volwassenen over heel Europa tussen 1,07 en 1,2 per 1000 persoon-jaren. De verdeling is niet uniform maar wordt beïnvloed door leeftijd (14 per 1000 persoon-jaren bij 65-plussers in Spanje), geslacht (significant hoger bij mannen dan bij vrouwen) en onderliggende aandoeningen zoals COPD of immuundeficiëntie.

## Bekende gestorven slachtoffers
Onder meer de volgende personen overleden aan de gevolgen van een longontsteking:
Armand - Fred Astaire - Simone de Beauvoir - Gerbrand Adriaensz. Bredero - James Brown - Horst Buchholz - Guillaume Depardieu - René Descartes - Paul Halmos - Jim Henson - Bob Hope - Bob Hoskins - Thomas Jonathan "Stonewall" Jackson - Stan Lee - Franz Liszt - Freddie Mercury - Bernie Mac - Rod McKuen - Brittany Murphy - Leslie Nielsen - Alexandros Papadiamantis - Luciano Pavarotti - Pieter Paulus - Johann Strauss jr. - Lev Tolstoj - Billy Wilder - Dara Faizi - Frida Boccara - Lya De Putti.